# Belgisch kampioenschap wielrennen voor heren elite 2022
Het Belgisch kampioenschap wielrennen voor heren elite 2022 werd gehouden op 26 juni 2022. De start en finish was in Middelkerke, met een parcours van 209 kilometer. De titelverdediger was Wout Van Aert.

## Uitslag
| Plaats | Naam             | Ploeg                    | Tijd     |
| ------ | ---------------- | ------------------------ | -------- |
| 1      | Tim Merlier      | Alpecin-Fenix            | 4u20'49" |
| 2      | Jordi Meeus      | BORA-hansgrohe           | z.t.     |
| 3      | Jasper Philipsen | Alpecin-Fenix            | z.t.     |
| 4      | Sasha Weemaes    | Sport Vlaanderen Baloise | z.t.     |
| 5      | Milan Menten     | Bingoal Pauwels Sauces   | z.t.     |
| 6      | Arnaud De Lie    | Lotto Soudal             | z.t.     |
| 7      | Timothy Dupont   | Bingoal Pauwels Sauces   | z.t.     |
| 8      | Dries Van Gestel | TotalEnergies            | z.t.     |
| 9      | Jens Debusschere | B&B Hotels KTM           | z.t.     |
| 10     | Daan Soete       | Bingoal Pauwels Sauces   | z.t.     |